# Добрица Веселиновић
Добрица Веселиновић (Београд, 27. јул 1981) српски је политичар.
Веселиновић је бивши портпарол покрета Не давимо Београд. Био је кандидат за градоначелника Београда на локалним изборима 2022. године. Његова листа је била трећа освојивши приближно 11 одсто гласова.

## Биографија
Рођен је 1981. године у Београду, где је завршио основну и средњу школу. Дипломирао је на Факултету политичких наука Универзитета у Београду.
Од 2004. до 2005. био је уредник програма на „БУ радију”, радију Факултета политичких наука. Био је координатор пројекта „Нећу кесу, хоћу цегер” и кампање „Бахато паркирам” у групи грађана „КРИО” од 2008. до 2009. године. У истом периоду, био је помоћник координатора у Центру за мировне студије Факултета политичких наука у Београду.
Од 2007. до 2010. био је помоћник координатора пројекта превођења и издавања књига о мировним студијама у групи грађана „Југоисток 21”. Од 2009. до 2011. радио је за групу грађана „Грађанска иницијатива” као координатор пројеката „Инфо центар” и „Студентски парламенти” и покренуо кампању „Отворено о јавним просторима”.
Током 2010/2011. био је један од људи који стоје иза пројекта „Улична галерија”.
Од 2011. до 2018. био је покретач колектива „Министарство простора” које је почело да се залаже за веће учешће грађана у урбаном развоју. Током година, прерастао је из неформалног колектива, у чвориште „Института за урбану политику”, са шесторо запослених и више десетина људи укључених у бројне пројекте и иницијативе.
Од 2010. до 2012. године био је координатор пројекта „ЕкоЛог” у групи грађана „Креативна лабораторија”. Затим је од 2013. до 2014. био локални координатор пројекта „Биро Савамала”, који се спроводи у сарадњи са Универзитетом у Цириху и Гете институтом у Београду.
Од 2012. до 2014. покренуо је кампању „Повратак отписаних”, која се бавила ефектима приватизације 16 биоскопа у Београду. То је резултирало заузимањем простора биоскопа Нови Биоскоп Звезда.
Године 2015. био је један од оснивача новог политичког покрета Не давимо Београд. Покрет је жестоко критиковао председника Владе Републике Србије Александра Вучића и нови пројекат Београд на води који је по њима изузетно штетан пројекат. Веселиновић и покрет, организовали су бројне протесте као одговор на овај пројекат.
Покрет је протестовао због рушења у Савамали које су, према речима сведока, извршили појединци са фантомкама, у ноћи између 24. и 25. априла 2016. године, а покрет је организовао 8 протеста од 11. маја 2016. до 15. фебруара 2017. године.
Део је немачке класе 2019. и европске класе младих вођа 2020. године.
Веселиновић је био носилац листе покрета за изборе за одборнике Скупштине града Београда 2018. године, а заузели су шесто место са 3,44 одсто гласова. Покрет је у септембру 2019. најавио да ће бојкотовати предстојеће парламентарне изборе у Србији 2020. године.
Заступа политички став да Србија треба да уведе санкције Русији.